# 루웬조리플라이쥐
루웬조리플라이쥐(학명: Otomys dartmouthi)는 설치류의 일종이다. 우간다에서만 발견된다. 자연 서식지는 아열대 또는 열대 기후 지역의 고지대 초원이다.